# ۱۲۴۰ (قمری)
۱۲۴۰ (قمری)، هزار و دویست و چهلمین سال در گاهشماری هجری قمری است. اول محرم این سال برابر با بیست و ششم اوت سال ۱۸۲۴ میلادی است.

## زادگان
- اسماعیل کوه‌سرخی

## وابسته
- مرتضی انصاری
- کومش